# Jaume Camprodon Rovira
Jaume Camprodon Rovira (Torelló, 18 dicembre 1926 – Gerona, 26 dicembre 2016) è stato un vescovo cattolico spagnolo.

## Biografia
Monsignor Jaume Camprodon Rovira nacque a Torelló il 18 dicembre 1926.

### Formazione e ministero sacerdotale
Nel 1940 entrò nel seminario di Vic dove studiò materie umanistiche, filosofia e teologia.
Il 22 maggio 1949 fu ordinato presbitero per la diocesi di Vic. Da allora e fino al 1953 prestò servizio in diverse parrocchie: Seva, San Juan de las Abadesas, Taradell e Santo Domingo de Vic. Nel 1953 venne nominato direttore del collegio scolastico di San Miguel de los Santos a Vic. Due anni dopo venne nominato professore del seminario. Nel 1963 si trasferì a Parigi per proseguire gli studi teologici ma prima del completamento di questo corso il vescovo lo chiamò a prendere in consegna diverse parrocchie e a operare, come aveva fatto in precedenza, nel rapporto tra Chiesa e laici lavoratori.

### Ministero episcopale
Il 1º settembre 1973 papa Paolo VI lo nominò vescovo di Gerona. Ricevette l'ordinazione episcopale il 21 ottobre successivo dall'arcivescovo Luigi Dadaglio, nunzio apostolico in Spagna, co-consacranti l'arcivescovo metropolita di Tarragona José Pont y Gol e il vescovo di Vic Ramón Masnou Boixeda. Durante la stessa celebrazione prese possesso della diocesi.
Nella sua attività pastorale fu un grande difensore dell'applicazione delle linee segnate dal Concilio Vaticano II. Fu anche un convinto sostenitore dell'idea di monsignor Antonio Deig Clotet, vescovo di Solsona, di creare una Conferenza episcopale catalana, parallela alla Conferenza episcopale spagnola.
Nel 1985 fu tra i firmatari del documento "Arrels cristianes de Catalunya" un testo della Conferenza episcopale tarraconense sul rapporto tra cattolicesimo e società catalana. Il testo riconosce gli elementi identificativi della Catalogna e spiega la presenza della fede cristiana nella storia della Catalogna. I vescovi firmatari si impegnarono a continuare a servire la società catalana. Alla sua morte, monsignor Camprodon Rovira era l'ultimo firmatario vivente.
Nel 1991 causò una forte polemica politica la pubblicazione di un suo articolo nel bollettino diocesano a favore dell'etica nella politica catalana spagnola. Il suo scritto mise in discussione il costo delle campagne istituzionali del governo catalano definendole "propaganda milionaria e elettorale della Generalitat", causando grandi tensioni tra il prelato e il governo catalano presieduto da Jordi Pujol, che affermò addirittura che il prelato era vicino alla Sinistra Repubblicana di Catalogna e al suo leader Àngel Colom. In questo stesso editoriale Jaume Camprodon Rovira elogiò i leader politici Václav Havel e Jean-Bertrand Aristide come esempio di politici moralisti.
Il 16 dicembre 2001 papa Giovanni Paolo II accettò la sua rinuncia al governo pastorale della diocesi per raggiunti limiti di età. Nel 2002 il presule rifiutò di ricevere la Croce di San Giorgio, la più alta onorificenza catalana. In una lettera indirizzata al presidente della Generalitat spiegò che tale gesto non avrebbe dovuto essere interpretato come un disprezzo per il premio o per chi lo proponeva: "Da quando sono stato ordinato vescovo, ho preso come riferimento il cardinale Vidal i Barraquer, il quale ha detto che il miglior premio per un prete è la croce pettorale, che dice tanto di un vescovo".
Morì a Gerona alle ore 22 del 26 dicembre 2016 all'età di 90 anni. Soddisfacendo quelle che furono le sue ultime volontà, il suo corpo venne donato alla scienza per la ricerca. Monsignor Camprodon Rovira aveva fatto questa scelta perché riconobbe che la scienza lo aveva aiutato a superare le conseguenze di infarto subito tempo prima. Commentando la sua decisione, monsignor Vincenzo Paglia, presidente della Pontificia accademia per la vita, disse: È segno di gratitudine per una guarigione, ha valenza simbolica di umanità, ma non vuole dettare una regola". Le esequie si tennero il 29 dicembre nella cattedrale di Gerona.

## Genealogia episcopale
La genealogia episcopale è:
- Cardinale Scipione Rebiba
- Cardinale Giulio Antonio Santori
- Cardinale Girolamo Bernerio, O.P.
- Arcivescovo Galeazzo Sanvitale
- Cardinale Ludovico Ludovisi
- Cardinale Luigi Caetani
- Cardinale Ulderico Carpegna
- Cardinale Paluzzo Paluzzi Altieri degli Albertoni
- Papa Benedetto XIII
- Papa Benedetto XIV
- Papa Clemente XIII
- Cardinale Marcantonio Colonna
- Cardinale Giacinto Sigismondo Gerdil, B.
- Cardinale Giulio Maria della Somaglia
- Cardinale Carlo Odescalchi, S.I.
- Cardinale Costantino Patrizi Naro
- Cardinale Lucido Maria Parocchi
- Papa Pio X
- Cardinale Gaetano De Lai
- Cardinale Raffaele Carlo Rossi, O.C.D.
- Cardinale Amleto Giovanni Cicognani
- Arcivescovo Luigi Dadaglio
- Vescovo Jaume Camprodon Rovira